# Casimiro Gómez Ortega
Casimiro Gómez Ortega  (* 4. März 1741 in Añover de Tajo bei Aranjuez, Provinz Toledo; † 30. August 1818 in Madrid) war ein spanischer Arzt, Botaniker, Pharmazeut und Dichter. Sein offizielles botanisches Autorenkürzel lautet „Ortega“.

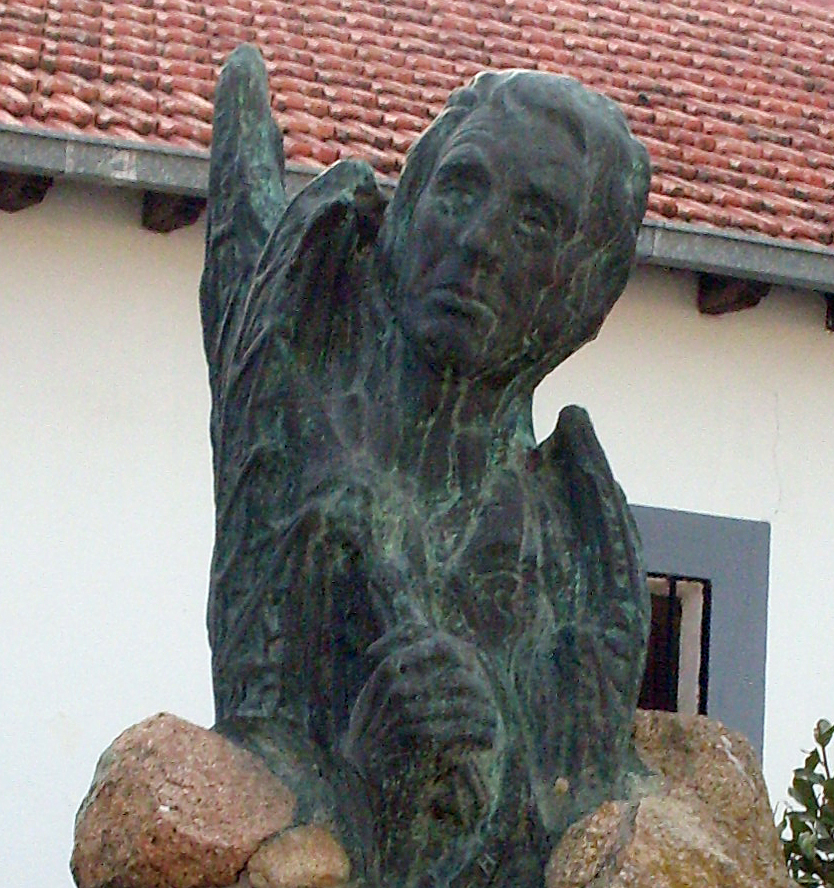
Casimiro Gomez Ortega, Büste

## Leben
Ortega studierte in Madrid, Toledo und Barcelona, finanziert von einem Onkel mütterlicherseits (José Arcadio de Ortega), den er auch beerbte. 1758 bis 1762 setzte er das Studium in Bologna fort, wo er Doktor der Philosophie und Medizin wurde. Danach war er Apotheker in Madrid, wo er sich auch in literarischen Kreisen bewegte. Er korrespondierte mit ausländischen Wissenschaftlern und war Mitglied vieler literarischer und gelehrter Gesellschaften. Er schrieb ein Lobgedicht auf die Thronbesteigung von Karl III.
Ortega war ab 1771 der erste Professor am Königlichen Botanischen Garten in Madrid, den er gründete. Die Pläne dazu gab es schon unter König Ferdinand VI. (der Carl von Linné als Leiter gewinnen wollte) und sie wurden unter Karl III. umgesetzt. 1781 zogen sie an ihren heutigen Standort im Prado. Zur Erweiterung der Sammlung organisierte er auch wissenschaftliche Expeditionen nach Süd- und Mittelamerika. 1801 ging er in den Ruhestand.
Von ihm stammen viele Erstbeschreibungen, darunter die Gattungen Echeandia (Agavengewächse), Maurandya (Wegerichgewächse), Pascalia (Korbblütler) und Sesamoides (Resedagewächse). Er übersetzte auch ausländische Werke von Botanikern ins Spanische, darunter die Philosophia Botanica von Linné. 1790 gab er die Werke des spanischen Klassikers der Botanik Süd- und Mittelamerikas Francisco Hernández de Toledo heraus. Er übersetzte auch den Bericht der Weltumseglung von John Byron, die Londoner Pharmakopie  (Madrid 1797) und Bücher über Landwirtschaft (von Duhamel du Monceau und Gustav Adolf Gyllenborg).
Als Chemiker publizierte er über die Chemie der Gasphase. Er analysierte die Heilwässer von Trillo. Er publizierte auch viel zur Pharmazie.
1777 wurde er Fellow der Royal Society, nachdem er 1776 England besucht hatte. Seit 1776 war er korrespondierendes Mitglied der Académie royale des sciences in Paris.

## Ehrungen
Die chilenische Baum-Gattung Gomortega Ruiz &  Pav. aus der Familie der Gomortegaceae ist ihm zu Ehren benannt.

## Schriften
- Pro Immaculata Dei Parentis Conceptione, Barcelona 1756
- Tentamen poeticum seu laudibus Caroli III Hispan. Regis carmen 1759 (zehn Jahre später erschien auch eine spanische Ausgabe)
- Cajetani Montii Philosophi & Medici Bononiensis, Botan & Hist. Natur. in Instituto Scientiarum Professor ... Oratio, Bologna 1762
- De cicuta commentarius, Madrid, Ibarra, 1763 (und spanische Ausgabe: Tratado de la naturaleza y virtudes de la cicuta, Bologna 1762)
- Tabulae botanicae in quibus classes, sectiones et genere plantarum in Institutionibus Tournefortienis tradita signoptice exhibentur..., Madrid, J. Ibarra, 1773, Neuauflage 1783 (lateinisch und spanisch)
- Instrucción sobre el modo más seguro y económico de transportar plantas vivas por mar y tierra a los países más distantes, Bologna 1779
- Historia natural de la Malagueta o pimienta de Tabasco, Madrid, J. Ibarra, 1780.
- Continuación de la flora de España o historia de las plantas de España que escribía don José Quer, ordenada, suplida y publicada, Madrid, J. Ibarra, 1784.
- Elogio histórico de Don Joseph Quer, Madrid 1784
- Caroli Linnaei botanicorum principis philosophia botánica, Madrid, Vda. e Hijo Pedro Marín, 1792.
- mit Antonio Palau Verdera: Curso elemenal de botánica teórico-práctico, Madrid, Imp. Real, 1785, 2. Auflage Madrid, Vda. e hijo de Marín, 1795.
- Novarum aut rariorum plantarum Horti Reg. Botan. Matrit. descriptionum decades, cum nunnullarum iconibus, Madrid, 1797
- Carminum libri quatuor cum nunnullarum interpretatione Hispanica, Madrid 1817